# Radosinj
Radosinj (izvirno srbsko Радосињ) je naselje v Srbiji, ki upravno spada pod Občino Babušnica; slednja pa je del Pirotskega upravnega okraja.

## Demografija
V naselju živi 63 polnoletnih prebivalcev, pri čemer je njihova povprečna starost 51,4 let (46,4 pri moških in 56,3 pri ženskah). Naselje ima 25 gospodinjstev, pri čemer je povprečno število članov na gospodinjstvo 2,84.
To naselje je, glede na rezultate popisa iz leta 2002, večinoma srbsko.
|  |

| Demografija | Demografija     | Demografija     |
| Leto        | Št. prebivalcev | Št. prebivalcev |
| ----------- | --------------- | --------------- |
|             |                 |                 |
|             |                 |                 |
|             |                 |                 |
|             |                 |                 |
| 1948        | 594             |                 |
| 1953        | 554             |                 |
| 1961        | 498             |                 |
| 1971        | 445             |                 |
| 1981        | 298             |                 |
| 1991        | 151             | 151             |
| 2002        | 71              | 71              |
|             |                 |                 |

| Etnična sestava po popisu iz leta 2002 | Etnična sestava po popisu iz leta 2002 | Etnična sestava po popisu iz leta 2002 | Etnična sestava po popisu iz leta 2002 | Etnična sestava po popisu iz leta 2002 |
| -------------------------------------- | -------------------------------------- | -------------------------------------- | -------------------------------------- | -------------------------------------- |
| Srbi                                   | Srbi                                   |                                        | 70                                     | 98,59%                                 |
| Neznano                                | Neznano                                |                                        | 1                                      | 1,40%                                  |